# (95980) Haroldhill
(95980) Haroldhill est un astéroïde de la ceinture principale.

## Description
(95980) Haroldhill est un astéroïde de la ceinture principale. Il fut découvert le 14 juin 2004 à Catalina par le Catalina Sky Survey. Il présente une orbite caractérisée par un demi-grand axe de 2,78 UA, une excentricité de 0,22 et une inclinaison de 14,5° par rapport à l'écliptique.

## Compléments